# Yves Bachelot
Pour les articles homonymes, voir Bachelot.
Yves Bachelot est un religieux français, (Laval, 25 novembre 1700 - 1779).

## Biographie
Il a demeuré à Troyes dans sa jeunesse, et y a connu Jacques Joseph Duguet.
Il est chanoine régulier de la congrégation de France en 1720. Il fait sa profession religieuse à l'abbaye Toussaint d'Angers, le 3 novembre 1720. 
La plus grande partie de sa vie s'écoule dans la retraite à l'abbaye de Paimpont, en Bretagne, à Poilley près de Fougères, à Sainte-Catherine de Laval, et au Port-Ringeard.
Un de ses contemporains le décrit comme:  Naturellement vif et gai par caractère, il préférait la poésie à tout autre genre de sciences. Elle fit son amusement dans les demeures tristes où son propre choix l'avait conduit. Il acheva dans la solitude du Port-Ringeard un poème qu'il avait ébauché dans les bois et le désert du Plessis-Grimoult. Cet ouvrage a rapport à la Constitution et est intitulé:  Lettres d'un abbé à un de ses amis au sujet de la bulle Unigenitus. Ces lettres, qui sont au nombre de « sept, renferment plus de six mille vers, et présentent l'histoire entière du jansénisme et du molinisme. Les faits y sont classés avec méthode et « traités assez légèrement. De temps en temps on rencontre quelques saillies qui font oublier la sécheresse du sujet. M. Bachelot mourut à Laval en 1773  après avoir longtemps souffert d'une maladie de nerfs.. Son livre est perdu; il n'avait pas été livré à l'impression.

## Source
- Étienne-Louis Couanier de Launay, Histoire de Laval (818-1855), Imp. Godbert, 1856, 608 p. [détail des éditions] (lire en ligne)
- « Yves Bachelot », dans Alphonse-Victor Angot et Ferdinand Gaugain, Dictionnaire historique, topographique et biographique de la Mayenne, Laval, A. Goupil, 1900-1910 [détail des éditions] (BNF 34106789, présentation en ligne)
- Barthélemy Hauréau, Histoire litteraire du Maine, volume 1